# Superrig i slummen
Superrig i slummen er en dansk dokumentarserie oprindeligt sendt på Danmarks Radio i 2016. I dokumentarserien “Superrig i slummen”, tager Journalist Kristoffer Eriksen i fire afsnit på besøger hos fire af verdens allerrigeste, i fire af verdens fattigste og mest ulige lande. Omdrejningspunktet i programmerne er at afdække de meget voldsomme forskelle, der eksisterer i de samfund programmet besøger. Kristoffer Eriksen møder både vanvittigt verdensfjerne rigmænd (Prins Moosa), og tilsyneladende fornuftige samfundsstøtter (Moses Baiden), og mødes næsten alle steder af problemstillingen om korruption.
Serien er produceret af Impact TV. for Danmarks Radio

## Indhold
De fire afsnit er hver 29 minutter lange.

### Episode 1.
I Kenya møder journalist Kristoffer Eriksen rigmanden Chris Kirubi, der med en formue på 2 milliarder er en af Kenyas rigeste mænd. Kirubi er blevet udnævnt til Kenyas officielle ansigt udadtil. Gennem episoden afdækker journalisten hvordan korruption, med Chris Kirubi som eksempel, er en af årsagerne til den store ulighed i det Kenyanske samfund.

### Episode 2.
I Bangladesh flytter Kristoffer ind hos rigmanden Prins Moosa, der ifølge ham selv er god for 45 milliarder kroner. Prins Moosa er totalt separeret fra den omliggende fattige verden han bygger sin rigdom på. I programmet drager Kristoffer Eriksen konklusionen at måden Prins Moosa har bygget sin enorme formue er gennem korruption; nogen Kristoffer Eriksen oplever på første hånd.

### Episode 3.
I Ghana møder Kristoffer Moses Baiden, der er en af Ghanas rigeste mænd. Moses Baiden arbejder tæt sammen med regeringen i et land, hvor der er udbredt korruption blandt politikere og embedsmænd. Moses Baiden har fået bistand fra Danmark gennem Danida til at opbygge sin virksomhed. På overfladen er Moses Baiden en kristen mand, der arbejder for at gøre samfundet bedre og mere effektivt, donerer penge til velgørenhed osv., og det lykkes aldrig
journalisten at grave retfærdig kritik frem på Moses Baiden. 

### Episode 4.
I det jordskælvsramte Nepal møder Kristoffer landets rigeste mand, Binod Chaudhary, der er god for knap 8 milliarder kroner. Faktisk er Binod Chaudhary så rig, at han ifølge beregninger vil kunne trække hele landet ud af fattigdom i 10 år. Journalist Kristoffer Erichsen besøger de aller mest fattige dele af befolkningen, der lever af at sælge deres organer, som kontrast til Chaudharys rigdom. Journalist Kristoffer Erichsen prøver at kæde denne rigdom sammen med korruption. I programmets afslutning medgiver Binod Chaudhary at selvom han kunne trække hele befolkningen ud af fattigdom i 10 år gennem en simpel donation, er hans formue bedre forvaltet af ham selv, som sætter gang i samfundsøkonomien som helhed. 